# Remi Ackerman
Remigius Ackerman (Oostakker, 17 augustus 1889 - Oostakker, 15 mei 1956) was een Belgisch politicus. Hij werd geboren in het landbouwersgezin van Franciscus Ackerman (1862-1902) en Maria Waeyenberge (1861-1935). Beroepshalve was hij handelaar in brandstoffen en zaakvoerder van de Boerenbond met zijn filialen. Hij was gehuwd met Maria Coleta Antonia De Waele (1899-1999) en hadden samen 9 kinderen.

## Vader en zoon
Remi Ackerman was burgemeester van zijn geboortedorp van 1927 tot 1931 en lid van de provinciale raad van Oost-Vlaanderen van 1921 tot 1930. Hij was de vader van Jozef Ackerman, de laatste burgemeester van Oostakker. Deze was na de fusie der gemeenten - vanaf 1977 tot eind 1988 - schepen in de stad Gent.